# Bowerbank (Maine)
Bowerbank – miasto w Stanach Zjednoczonych, w stanie Maine, w hrabstwie Piscataquis.